# ころん
『ころん』（KOLLON）はサイバーフロントが開発・発売したパズルゲーム。
2003年にアーケードゲームとしてリリースされて人気となり、2004年12月にPlayStation Portable対応製品として発売された。
2006年には通信対戦を搭載した続編「コロコロころん」が発売され、2009年には「ころん」がPlayStation Storeから配信されるなどしたが、2013年12月にサイバーフロントが解散したことに伴い、2014年1月に配信停止された。

## ルール
1レバーと右回転、左回転、ブロックせりあげの3つのボタンを使用する。
横6列になっているフィールドに青、黄色、赤、紫、オレンジ、黄色の6色の四角いブロックがランダムに配置されており、時間とともに少しずつせり上がって来る。プレイヤーはこのうちの四つを回転させることで位置を入れ替えることができる。ブロックは同じ色が4つ以上が接触すると消える。ブロックが一番上までせり上がるとゲームオーバーとなる。

### まじっくブロック
矢印ブロック
↓の書かれたブロックを消すと、その方向のブロック一列が全てその色になり、一度に多くのブロックを消すことが出来る。2連鎖で出現する。
誘爆ブロック
隣接している周囲8マスのブロックを全て、同じ色にして消すことができる。3連鎖で出現する。
同色消しブロック
消した色と同じ色のブロックが全て消える。4連鎖で出現する。

## ふたりで対戦
対戦モード。消した色によって相手に攻撃することが出来る。
- 赤…カーソル拡大
- オレンジ…灰色カーソル
- 緑…逆転操作
- 青…巨大ブロック
- 紫…ブロック合体
- 黄色…ブロック隠し

PSP版ではCPUとの対戦のみで、対人対戦は出来ない。（続編のコロコロ!!ころん）には実装されている。）